# Коко Остин
Никол Натали Мароу (енгл. Nicole Natalie Marrow; Палос Вердес, 17. март 1979), рођена као Никол Натали Остин (енгл. Nicole Natalie Austin), а најпознатија као Коко Остин америчка глумица и модел српског порекла.

## Биографија
Њени родитељи су били глумци који су се срели на снимању серије Бонанца. Има млађу сестру Кристи Вилијамс и још три млађа брата.
Године 2001, ради у компанији Плејбој око шест месеци. Појавила се у неколико нискобуџетних филмова, попут Southwest Babes (2001), Desert Rose (2002) и The Dirty Monks (2004).
Такође, од 2001. године је у браку са репером Ајс Тијем, са којим учествује у ријалити програму Ice Loves Coco.